# Vickers Shipbuilding and Engineering
La Vickers Shipbuilding & Engineering Limited (VSEL) era una azienda navale con sede nel Regno Unito a Barrow-in-Furness, nel nord-ovest dell'Inghilterra, che costruiva navi da guerra e armamenti. La società è stata storicamente il cantiere navale della Vickers-Armstrongs e ha alle spalle una grande quantità di navi costruite. In seguito ad un riassetto societario, nel 1999 la società venne smembrata e ad oggi il settore di costruzioni delle navi  è parte della BAE Systems Submarine Solutions, mentre la divisione armamenti è stata incorporata dalla BAE Systems Land Systems.

## Storia
La compagnia è stata fondata nel 1871 come Barrow Shipbuilding Company.
Nel 1897 la Vickers & Sons, acquisì la Barrow Shipbuilding Company, dando vita alla Vickers, Sons and Maxim, Limited.
Nel 1911 la società assunse la denominazione Vickers Ltd, e nel 1927 la denominazione di Vickers Armstrongs Ltd in seguito alla fusione con la Armstrong Whitworth il cui cantiere navale di Newcastle upon Tyne divenne "Naval Yard".
Nel 1955 il nome della divisione cantieristica venne cambiato in Vickers Armstrongs Shipbuilders Ltd che venne nuovamente cambiato in Vickers Limited Shipbuilding Group nel 1968.
L'azienda venne nazionalizzata nel 1977 e assorbita dalla Public company British Shipbuilders. Nel 1986 l'azienda venne nuovamente privatizzata insieme al Cammell Laird e quotata alla London Stock Exchange.
Nel 1995 l'azienda entrò a far parte della Marconi Electronic Systems, società che nel 1999 è stata venduta a British Aerospace per formare BAE Systems.